# Clayton (Caroline du Nord)
Pour les articles homonymes, voir Clayton.
Clayton est une ville américaine située dans les comtés de Johnston et de Wake en Caroline du Nord. En 2010, sa population était de 16 116 habitants.

## Démographie
| 1880 | 1890 | 1900 | 1910  | 1920  | 1930  |
| ---- | ---- | ---- | ----- | ----- | ----- |
| 352  | 478  | 754  | 1 441 | 1 423 | 1 533 |

| 1940  | 1950  | 1960  | 1970  | 1980  | 1990  |
| ----- | ----- | ----- | ----- | ----- | ----- |
| 1 711 | 2 229 | 3 302 | 3 103 | 4 091 | 4 756 |

| 2000  | 2010   | - | - | - | - |
| ----- | ------ | - | - | - | - |
| 6 973 | 16 116 | - | - | - | - |

## Traduction
- (en) Cet article est partiellement ou en totalité issu de l’article de Wikipédia en anglais intitulé « Clayton, North Carolina » (voir la liste des auteurs).